# 二俣和紙
二俣和紙（ふたまたわし）とは、石川県金沢市二俣町で製造される和紙のこと。養老年間（717年 - 724年）に僧の泰澄が医王山に寺坊を建立し、この時代に紙漉きが始められたのが起源といわれ1300年の歴史を持つ。文禄年間（1592年 - 1596年）金沢二俣が献上紙漉き場として、加賀藩の庇護を受けることになり発展した。主に美術工芸紙・箔打紙・加賀奉書として使用される。
なお、同じく加賀藩の御用紙と認定されていた五箇山和紙は丈夫な日常使い用、二俣和紙は藩札用紙などの高級紙用、と使い分けられていたようである。